# TUDN
TUDN (sigla para Televisa Univision Deportes Network) é um canal de televisão por assinatura mexicano-americano especializado em esportes, de propriedade da TelevisaUnivision. Foi lançado no México e nos Estados Unidos às 12 horas, em 20 de julho de 2019, substituindo os canais TDN, TD Centro, Univision Deportes Network e Univisión TDN. Também passou a substituir as marcas/divisões Televisa Deportes e Univision Deportes. Seu nome vem da fusão das redes substituídas, TDN e Univisión Deportes Network, sendo a sigla para Televisa Univisión Deportes Network.

## Eventos esportivos
Estados Unidos e México
- Primera División de México
- Campeón de Campeones
- Copa das Ligas
- Copa México
- Supercopa de México
- Amistosos da Seleção Mexicana de Futebol
- Amistosos da Seleção Mexicana de Futebol Feminino
- Copa Ouro da CONCACAF
- Liga das Nações da CONCACAF
- Campeones Cup
- Liga de Expansión MX
- Campeonato Europeu de Futebol
- Primera División Femenil de México
- Final da Segunda División de México

México
- Copa do Mundo FIFA de 2022
- Copa do Mundo de Futebol Feminino de 2023
- Copa do Mundo FIFA Sub-17
- Copa do Mundo de Futsal da FIFA
- Copa do Mundo de Futebol de Areia
- La Liga
- Jogos Pan-Americanos
- Jogos Olímpicos de Verão de 2020[4]
- Campeonato Mundial de Atletismo
- National Basketball Association
- Liga Mexicana de Beisebol
- National Football League
- Liga de Futebol Americano Profissional do México

Estados Unidos
- Liga dos Campeões da CONCACAF
- Liga da CONCACAF
- Liga dos Campeões da UEFA
- Liga Europa da UEFA
- Supercopa da UEFA
- Eliminatórias da Copa do Mundo FIFA (UEFA)
- Campeonato Europeu de Futebol Feminino
- Campeonato Europeu de Futebol Sub-17
- Liga das Nações da UEFA
- Copa dos Campeões CONMEBOL–UEFA de 2022
- Major League Soccer
- Amistosos da Seleção de Futebol dos Estados Unidos
- Amistosos da Seleção de Futebol Feminino dos Estados Unidos
- Copa América
- Campeonato Feminino da CONCACAF[5]
- Campeonato da CONCACAF Sub-20
- Campeonato da CONCACAF Sub-17
- Campeonato de Futsal de CONCACAF
- Campeonato de Futebol de Praia da CONCACAF

## Programação
- Contacto Deportivo
- Comentando el Fútbol
- Hazaña el deporte vive
- Acción TUDN
- Fútbol Central
- TUTribuna
- Línea de Cuatro
- República Deportiva
- TUDN Fútbol Club
- Más Deporte
- Sábado Futbolero
- La jugada